# Аноплопомовые
Аноплопо́мовые (лат. Anoplopomatidae) — небольшое семейство крупных глубоководных лучепёрых рыб отряда скорпенообразные, обитающих в северной части Тихого океана, от Японии до Калифорнийского полуострова, в том числе в морской экономической зоне Российской Федерации. 
Тело рыб веретено- или торпедообразное, с двумя спинными плавниками; рот крупный, с острыми зубами.
Представители этого семейства являются ценными объектами глубоководного промысла.

## Роды и виды
Семейство включает всего два рода, в каждом из которых по одному виду:
- Anoplopoma Ayres, 1859 — Угольные рыбы
  - Anoplopoma fimbria (Pallas, 1814) — Угольная рыба
- Erilepis Gill, 1894 — Морские монахи
  - Erilepis zonifer (Lockington, 1880 — Морской монах (рыба)